# Truc publicitari

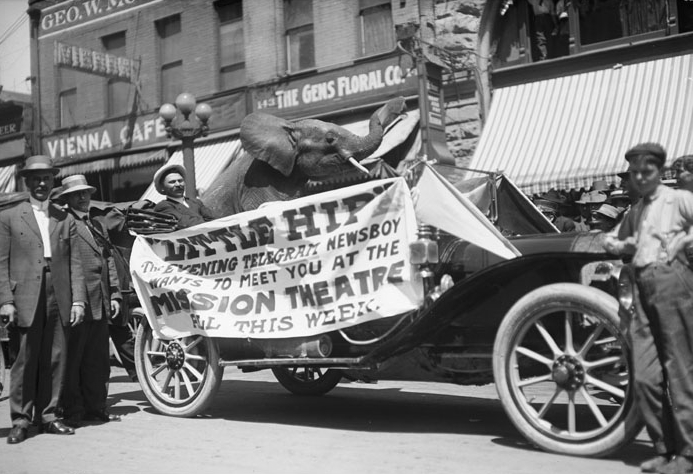
Truc publicitari a Salt Lake City (Estats Units), 1910: L'elefant Little Hip anunciava diaris i teatre.

Un truc publicitari és un esdeveniment planejat dissenyat per atraure l'atenció dels mitjans de comunicació cap als organitzadors o cap a la seva causa. Els trucs publicitaris poden ser organitzats per professionals o per amateurs. Solen ser utilitzats per publicitaris, famosos, esportistes i polítics.

## Descripció
De vegades, les organitzacions busquen publicitar-se programant esdeveniments destacats que atraguin l'atenció dels mitjans. Aquests esdeveniments poden ser innovadors, buscar rècords mundials, dedicacions, conferències de premsa o manifestacions. En organitzar l'esdeveniment, els organitzadors pretenen guanyar una mica de control sobre el que s'informa en la premsa. Els trucs publicitaris exitosos tenen valor noticiari, ofereixen oportunitats per fer fotos, vídeos i talls de so, i es dissenyen per davant de tot per poder ser ben coberts pels mitjans de comunicació.